# Ecorregión de restingas del litoral Atlántico

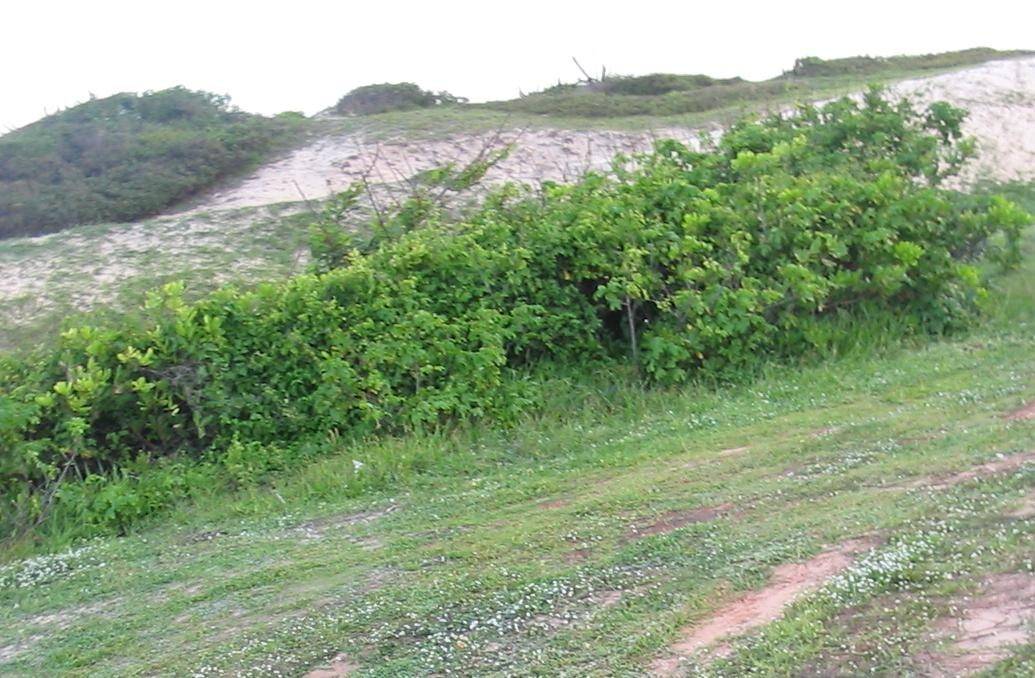
Ejemplo de vegetación de la restinga

La ecorregión de restingas del litoral Atlántico (del inglés: Atlantic Coast restingas) es una de las ecorregiones de Brasil que forma parte de la región de la Mata Atlántica caracterizada por la existencia de una vegetación de tipo restinga que es la que le da nombre. Las restingas son un terreno arenoso, salino, ácido, próximo al mar, cubierto de plantas herbáceas, árboles medianos y arbustos adaptados a las condiciones secas y pobres en nutrientes.
De acuerdo con la Resolución 07 del 23 de julio de 1996 de la CONAMA, «se entiende por vegetación de restinga al conjunto de las comunidades vegetales, fisionómicamente distintas, con influencia marina y fluvio-marina. Estas comunidades, distribuidas en mosaico, están en áreas de gran diversidad ecológica siendo consideradas comunidades edáficas por depender más de la naturaleza del suelo que del clima».

## Ubicación
Esta ecorregión cubre 7.900 km², incluye varios bien definidos enclaves, que se distribuyen a lo largo de la costa marítima del noreste de Brasil, al sureste, extendiéndose de los trópicos a los subtrópicos.
Su enclave más norteño es el estado de Río Grande del Norte, en el norestino brasileño. Otros enclaves están al:
- norte y al sur de la ciudad de Salvador de Bahía y cerca de la desembocadura del río Jequitinhonha en el estado de Bahía
- norte y sur de la desembocadura del río Paraíba do Sul, en el Estado de Río de Janeiro
- a lo largo de la costa del sur del estado de Santa Catarina y del estado de Rio Grande do Sul, hasta la frontera uruguaya.
- en Uruguay, en la costa atlántica y en la ribera del Río de la Plata hasta la desembocadura del río Uruguay, denominándose «bosque y matorral psamófilo»

## Subdivisión
Se considera aquí, las características del litoral de la Región Sudeste de Brasil, pues, según Suguio & Martin (1987) la costa brasileña puede dividirse con base a criterios oceanográficos, climáticos y continentales en: litoral amazónico, norestino, oriental, sureste y sur.

## Vegetación deplayasy dedunas
Es un área sujeta a la influencia de factores ambientales, como mareas, vientos, lluvias y ondas, siendo una región dinámica. Parte de la vegetación es considerada pionera, colonizando espacios abiertos en otras áreas, iniciando el proceso de sucesión. Es una región de baja diversidad de especies y de pocos indicadores de dominancia entre las especies, o sea, poseen distribución homogénea.
El sustrato de las playas se forma de arena de origen marina y de conchas. La granulometría es de tipo mineral predominante, variando a lo largo de la costa. El sustrato es periódicamente inundado por la marea, lo que limita el desenvolvimiento de ciertos tipos de plantas, y la ocurrencia de ciertos grupos de animales. El suelo de las dunas es arenoso y seco, sufriendo acción de los vientos que remodelan constantemente el paisaje. Puede recibir restos de las ondas, más raramente se torna húmedo.
En cuanto a la vegetación, si se traza una transecta de la región entre mareas en dirección a las dunas, encontraremos en el inicio, apenas algas y fungos microscópicos, enseguida plantas com estolones y rizomas que pueden formar enramadas, y raramente algún arbusto. El estrato herbáceo ocurre solamente en las dunas, y lo arbustivo varía entre 1-1,5 m de altura, con diámetro máximo de 3 cm. Las epífitas están en el estrato arbustivo: bromelias, hongos, líquenes, musgos y orquídeas.
Especies vegetales comunes: Blutaparon portulacoides, Ipomoea imperati, Ipomoea pes-caprae, pineiriño de playa (Polygala cyparissias), gramíneas (Spartina spp.), açariçoba (Hydrocotile sp.) y algunas cactáceas (Cereus peruvianus, Opuntia monoacantha), entre otras.
La región entermareas posee importancia para algunos grupos de aves migratorias originarias del norte o del sur del globo, pues utilizan esta área para descanso y alimentación (por ej. pingüinos, gaviotas, aves de las caradriformes). Para las tortugas marinas (careta, verde) funcionan como área de reproducción (desova). Muchos mamíferos marinos utilizan las playas de descanso, alimentación y casalamiento (elefante marino, lobo marino). La fauna permanente está compuesta principalmente por invertebrados, como moluscos y vermes cavadores (componentes de la infauna).
Las dunas funcionan como área de descanso y de alimentación y rota migratoria para algunos falcónidos (peregrino) y águilas, macacos, entre muchas otras aves. En áreas alteradas, las aves migratorias desaparecen y surgen las oportunistas (coraja-buraqueira, anu branco, gavión carrapateiro).

## En Uruguay y el Río de la Plata
En Uruguay se denomina bosque y matorral psamófilo a la formación vegetal que tiene una distribución restringida en el litoral del Río de la Plata y el Océano Atlántico del Uruguay. En particular, se desarrolla sobre el cordón de dunas secundario constituyéndose en una interface entre el área rural y el área costera. Ha sido profundamente modificado y reducido, producto de actividades antrópicas.
El matorral psamófilo es una etapa leñosa pionera en la colonización de las dunas que lleva a la fijación natural y a la formación de suelo en los campos de dunas próximos a la playa. El bosque psamófilo es una etapa posterior estable, que se desarrolla en lugares relativamente protegidos de los vientos dominantes.
Por el registro de determinadas especies, se lo relaciona con los bosques de restinga distribuidos en la costa sur del Brasil. Por ejemplo la presencia del Sideroxylon obtusifolium propio de la mata atlántica en su límite sur de su distribución.
Una de las zonas caracterizadas como del tipo «D», fue la punta Martín Chico. Su vegetación típica está compuesta por Dodonaea viscosa, Scutia buxifolia, Blepharocalyx salicifolius, Schinus longifolius, Allophylus edulis, Schinus engleri var. uruguayensis, Baccharis dracunculifolia, Daphnopsis racemosa, Senecio crassiflorus, Berberis ruscifolia, Lantana camara, Cereus uruguayanus, Sambucus australis, Celtis ehrenbergiana, Celtis iguanaea, Terminalia australis, Ephedra tweediana, Acacia caven, Ocotea acutifolia, Myrsine laetevirens, Eugenia uruguayensis, Myrceugenia glaucescens var. glaucescens, Zanthoxylum hyemale, Acanthosyris spinescens, Jodina rhombifolia, Pouteria salicifolia, etc. Esta punta se encuentra justo frente a la argentina Isla Martín García la cual posee, en buena parte de su superficie, el mismo tipo de formaciones vegetales encontradas en la costa uruguaya vecina (a solo 3200 m), y sobre el mismo tipo de suelo arenoso y arenoso-rocoso. En toda la Argentina, esta pequeña área de solo algunas decenas de hectáreas sería la única muestra representativa de esta ecorregión, pues en el litoral marítimo argentino la misma está completamente ausente.[cita requerida]